# Кассия (растение)

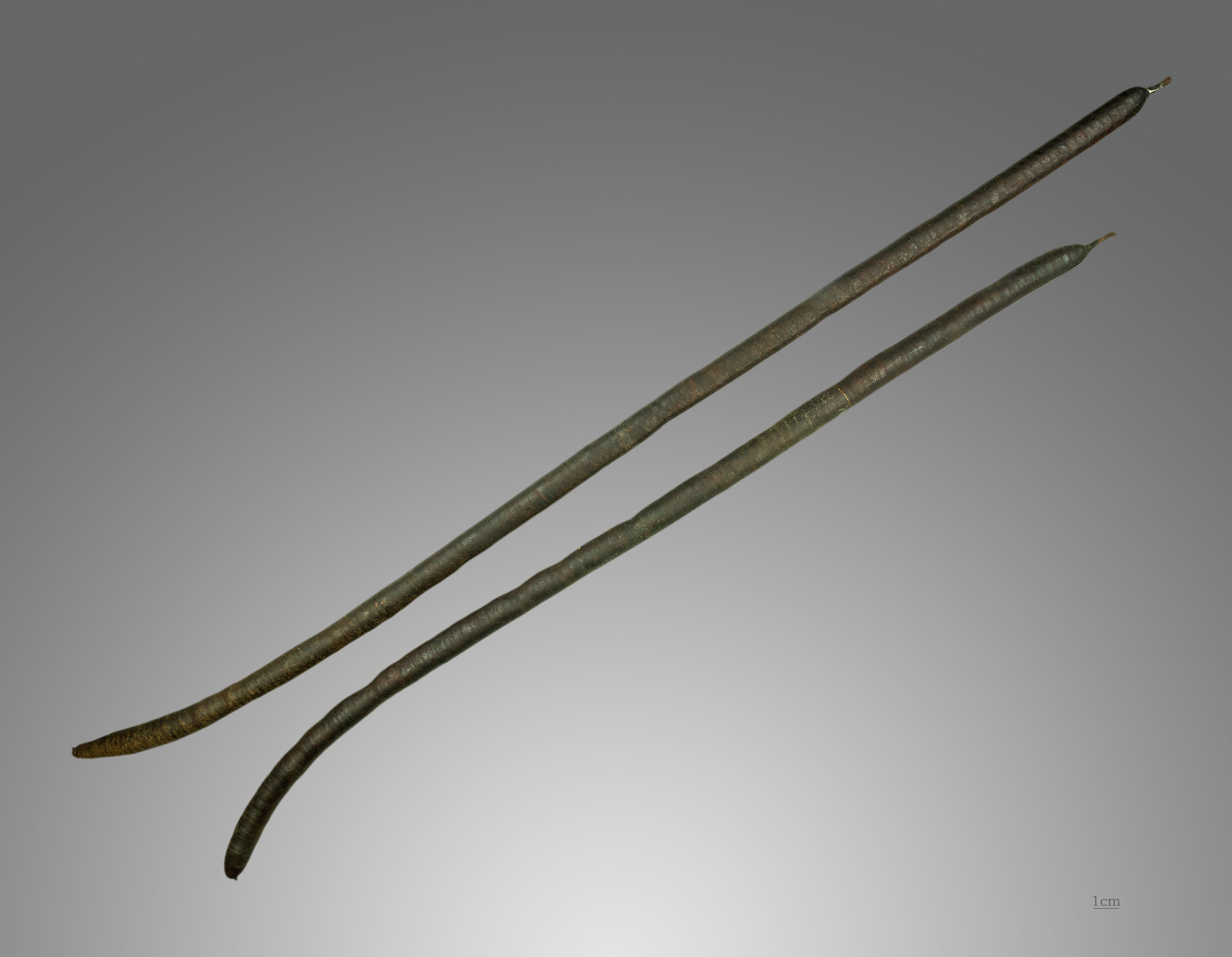
Cassia sieberiana. Плоды

Ка́ссия (лат. Cássia) — род деревьев, кустарников, полукустарников или трав семейства Бобовые (Fabaceae).
Слово «кассия» по отношению к виду растений очень часто приводит к путанице. Есть ещё 2 растения, именуемые в литературе кассия: ранее очень часто кассией называли другое растение, коричник китайский (Cinnamomum aromaticum), а вид Cassia tora L. теперь относят к роду Senna, и его правильным названием является Senna tora (L.) Roxb..
Кассия распространена в пустынях Африки и Азии.

## Синонимы
- Bactyrilobium Willd.
- Cathartocarpus Pers.

## Ботаническое описание
Листья парноперистые, очерёдные, с четырьмя — пятью парами листочков; листочки ланцетовидные, остроконечные, цельнокрайные, на верхушке заострённые, у основания слегка неравнобокие.
Цветки жёлтые, чашечка из пяти чашелистиков, лепестки широкие, ноготковые, неравные, распростёртые. Соцветия — пазушные кисти. Тычинок 10, неравных. Завязь на ножке, столбик нитевидный, изогнутый.
Плоды — широкие бобы, плоские или цилиндрические, перегородчатые.
Цветёт с конца июня до осени.

Кассия используется как слабительное и диуретическое средство.

## Виды
По информации базы данных The Plant List, род включает 90 видов:
- Cassia abbreviata Oliv.
- Cassia aciphylla A.Gray
- Cassia afrofistula Brenan
- Cassia agnes (de Wit) Brenan
- Cassia aldabrensis Hemsl.
- Cassia angolensis Hiern
- Cassia arereh Delile
- Cassia artemisioides DC.
- Cassia aubrevillei Pellegr.
- Cassia bakeriana Craib
- Cassia barbinervis (Pittier) Pittier
- Cassia barclayana Sweet
- Cassia brewsteri F.Muell.
- Cassia burttii Baker f.
- Cassia cardiosperma F.Muell.
- Cassia charlesiana Symon
- Cassia chatelainiana Gaudich.
- Cassia circinnata Benth.
- Cassia cladophylla W.Fitzg.
- Cassia concinna Benth.
- Cassia conspicua (G. Don) Vogel
- Cassia coronilloides Benth.
- Cassia costata J.F.Bailey & C.T.White
- Cassia cowanii H.S.Irwin & Barneby
- Cassia curvistyla J.M.Black
- Cassia cuthbertsonii F.Muell.
- Cassia desolata F.Muell.
- Cassia eremophila Vogel
- Cassia fastuosa Benth.
- Cassia ferraria Symon
- Cassia ferruginea (Schrad.) DC.
- Cassia fistula L. — Кассия трубчатая
- Cassia floribunda Collad.
- Cassia goniodes Benth.
- Cassia grandis L.f.
- Cassia hamersleyensis Symon
- Cassia harneyi Specht
- Cassia helmsii Symon
- Cassia hintonii Sandwith
- Cassia hippophallus Capuron
- Cassia javanica L.
- Cassia johannae Vatke
- Cassia lancangensis Y.Y. Qian
- Cassia leiandra Benth.
- Cassia leptoclada Benth.
- Cassia leptophylla Vogel
- Cassia leucocephala Sensu Bailey
- Cassia luerssenii Domin
- Cassia madagascariensis Bojer
- Cassia magnifolia F.Muell.
- Cassia manicula Symon
- Cassia mannii Oliv.
- Cassia marksiana (Bailey) Domin
- Cassia midas H.S.Irwin & Barneby
- Cassia minutiflora León
- Cassia monserratensis Lundell
- Cassia moschata Kunth
- Cassia mucronulosa (Pittier) J.F. Macbr.
- Cassia nealiae H.S.Irwin & Barneby
- Cassia nemophila Vogel
- Cassia neurophylla W.Fitzg.
- Cassia notabilis F.Muell.
- Cassia oligoclada F.Muell.
- Cassia oligophylla F.Muell.
- Cassia phyllodinea R.Br.
- Cassia pilocarina Symon
- Cassia pinoi (Britton & Rose) Lundell
- Cassia pleurocarpa F.Muell.
- Cassia polymorpha Harms
- Cassia pruinosa F.Muell.
- Cassia psilocarpa Welw.
- Cassia purpurea Roxb.
- Cassia queenslandica C.T.White
- Cassia regia Standl.
- Cassia renigera Benth.
- Cassia retusa Vogel
- Cassia roxburghii DC.
- Cassia rubriflora Ducke
- Cassia rugeoni A. Chev.
- Cassia sieberiana DC.
- Cassia spruceana Benth.
- Cassia stowardii S.Moore
- Cassia stricta (E. Mey.) Steud.
- Cassia sturtii R.Br.
- Cassia succedana Bellardi ex DC.
- Cassia swartzioides Ducke
- Cassia thyrsoidea Brenan
- Cassia tomentella (Benth.) Domin
- Cassia trachypus Mart. ex Benth.
- Cassia venusta F.Muell.

Многие виды, которые ранее относили к виду Cassia, теперь относят к другим родам.